# Walker Air Force Base
Pour les articles homonymes, voir Walker.
Walker Air Force Base est une ancienne base de l'United States Air Force située près de Roswell au Nouveau-Mexique.

## Historique
Active pendant la Seconde Guerre mondiale sous le nom de Roswell Army Air Field, pendant les premières années de la guerre froide, il s'agissait de la plus grande base du Strategic Air Command (SAC).
La base est également connue pour l'affaire de Roswell, un événement qui aurait eu lieu le 4 juillet 1947.
Fermé le 30 juin 1967, elle devient un aéroport civil.